# Ninja Warrior NL
Ninja Warrior NL (ook wel Ninja Warrior Nederland genoemd) is een van oorsprong Japans televisieprogramma (Japans: サスケ, SASUKE). Het is een sport- en spelshow waarin 100 deelnemers proberen in vier onderdelen een hindernisbaan te voltooien. In de Nederlandse versie doen 250 deelnemers mee. Zij gaan eerst de strijd aan in vijf voorrondes. Na deze selectie volgen twee halve finales en een finale. De deelnemer die het einde van het parcours bereikt wordt de 11de Ninja Warrior van de wereld en ontvangt 25.000 euro. In 165 landen wordt een versie van het programma geproduceerd. De presentatie van de Nederlandse versie van het programma is in handen van Kim-Lian van der Meij en Dennis van der Geest. Het programma werd tussen 9 maart en 27 april 2017 uitgezonden door SBS6.